# Tel Aviv Open 1989
Il Tel Aviv Open 1989 è stato un torneo di tennis giocato sul cemento. È stata la 10ª edizione del torneo, che fa parte del Nabisco Grand Prix 1989. Si è giocato al Israel Tennis Centers di Ramat HaSharon vicino a Tel Aviv in Israele dal 16 al 22 ottobre 1989.

## Campioni

### Singolare maschile
Jimmy Connors ha battuto in finale  Gilad Bloom con il punteggio di 2–6, 6–2, 6–1

### Doppio maschile
Jeremy Bates /  Patrick Baur hanno battuto in finale  Rikard Bergh /  Per Henricsson con il punteggio di 6–1, 4–6, 6–1